# Norillag

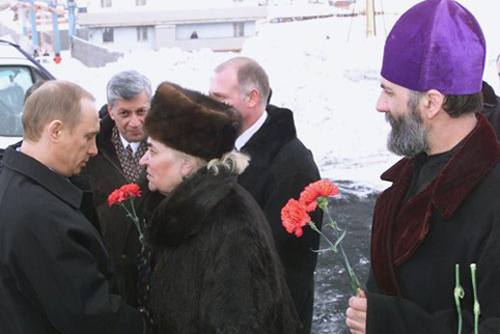
President Poetin met de voorzitter van de raad van veteranen van de Tweede Wereldoorlog van Norilsk en een orthodoxe priester tijdens een herdenking van de slachtoffers van de Norillag in het herdenkingscentrum van het hervormingswerkkamp in 2002

Norillag (Russisch: Норильлаг), voluit hervormingswerkkamp van Norilsk, was een industrieel constructiekamp en onderdeel van de Goelag. Het werkkamp werd gesticht op 25 juni 1935 voor het delven van non-ferrometalen (vooral koper en nikkel) nadat het Centrale Comitèe van de Raad van Volkscommissarissen van de Sovjet-Unie het bestuur hierover eerder dat jaar had overgedragen aan de NKVD. Op 22 augustus 1956 werd het kamp gesloten.

## Geschiedenis
Voor het kamp werden in 1935 1250 gevangenen aangevoerd via de Jenisej, gevolgd door nog eens 8260 personen een jaar later. Onder de extreme weersomstandigheden van de Arctis moesten de gevangenen onder andere hun eigen kamp bouwen en een lichte spoorlijn aanleggen van Doedinka naar Norilsk en van Norilsk naar Valek (Norilskspoorlijn). Een jaar later werd door hen de hoofdweg aangelegd van Doedinka naar Norilsk.
In die tijd was 36% van de gevangenen gestationeerd in het kamp bij Doedinka. De gevangenen moesten in die tijd slapen in tenten en barakken, die zowel in de winter als de zomer erg koud waren. Materiaal om warmte te krijgen was er nauwelijks en de gevangenen gebruikten de struiken van de toendra als brandstof. Er was ook geen plaats om kleren te drogen. Verder was er tekort aan bijna alles; voedingsmiddelen, kleding, beddengoed, matrassen, etc. De gevangenen hadden ook niet de beschikking over geschikte winterkleding als dassen en mutsen en hadden schoenen van slechte kwaliteit, die ze zelf maakten, waardoor ze altijd nat waren. Het voedsel werd onzorgvuldig bereid en smaakte slecht. Er waren geen groenten.
Daarbij kwamen nog de extreme weersomstandigheden; de scherpe schommelingen in de atmosferische druk, de enorme windsnelheden, de hoge luchtvochtigheid van de toendra in de zomer, de permafrost en de poolnacht die zorgden voor de uitputting van het zenuwstelsel, de onderdrukking van de psyche, hartziekten en infecties.
Hoewel al in 1919 lange continue bedden voor meerdere personen in barakken voor gevangenen waren afgeschaft in de Sovjet-Unie, kwamen ze bijna overal voor in de Norillag. Hierdoor zaten de gevangenen onder de luizen en raakten ze besmet met tuberculose en andere gevaarlijke ziekten.
De steden Norilsk en Kajerkan, de mijnen van Kajerkan en het metallurgische kombinat Norilsk Nikkel, de havenstad Doedinka aan de benedenloop van de Jenisej, een spoorlijn tussen deze plaatsen op de toendra ten zuiden van het schiereiland Tajmyr boven de poolcirkel zijn onder andere ontstaan als gevolg van de arbeid die werd verricht door de dwangarbeiders van de Norillag.
Aan het begin van de jaren 50 waren er ongeveer 30 kampsecties binnen de Norillag. In 1956 werd het kamp gesloten, toen het merendeel van de gevangenen was vrijgelaten.

## Geografische verspreiding
Norillag omvatte de kampementen rond Norilsk, Doedinka en Kajerkan, de zogenoemde 8e l/o kampsectie in Krasnojarsk, een kamp in Podtjossovo, landbouwkampen in Koerejka, Atamanovo (in de buurt van Krasnojarsk) en zuidelijker gelegen kampen tot aan de stad Sjoesjensk.

## Slachtoffers

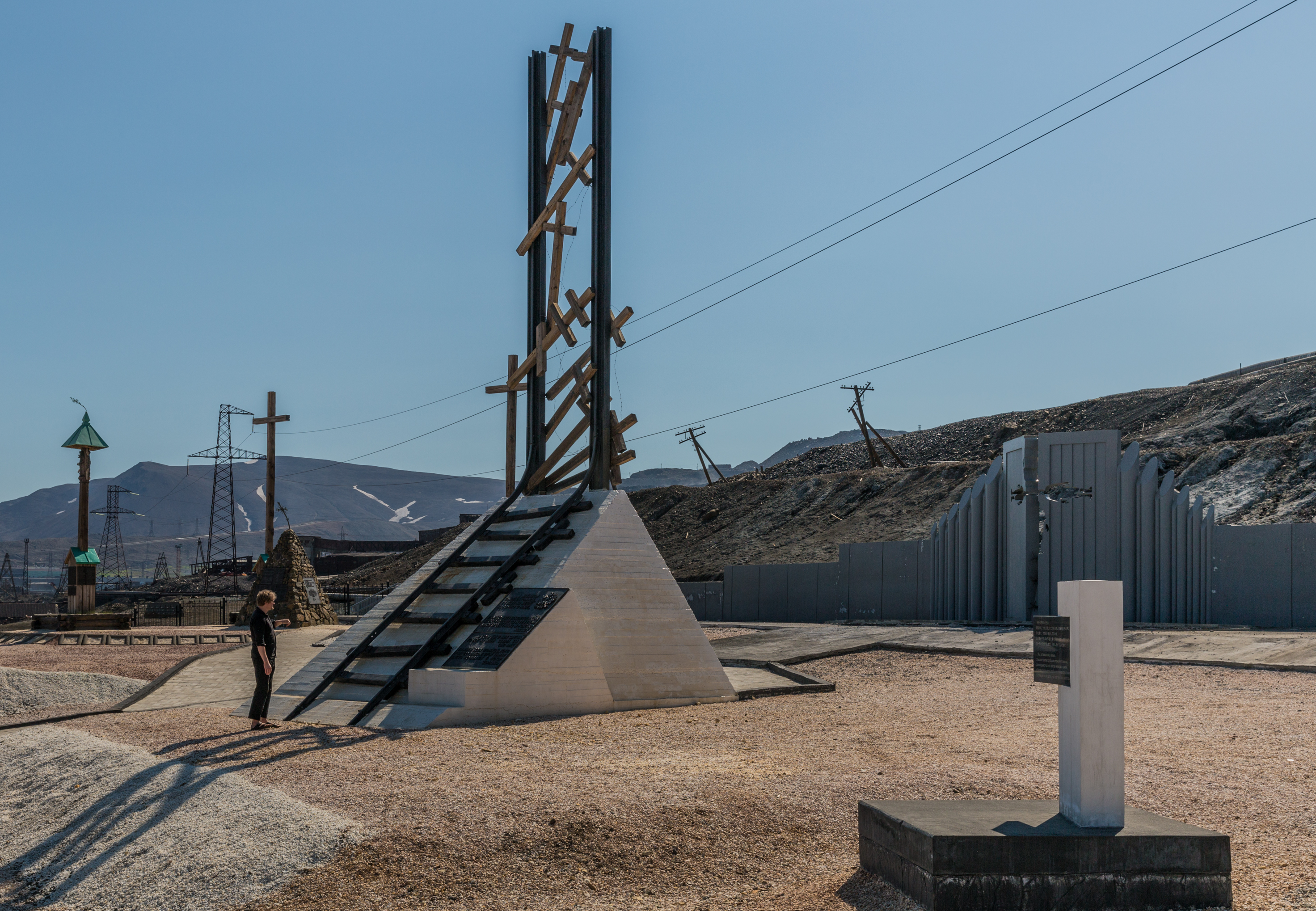
Monument ter nagedachtenis van de slachtoffers van de goelag in Norsilsk

Volgens de officiële statistieken zaten van 1935 tot 1956 in totaal 274.109 gevangenen vast in de Norillag, waarvan van 16.806 personen bekend is dat ze er de dood vonden. Over de jaren werden maximaal 500.000 en waarschijnlijk ongeveer 400.000 personen gevangen gehouden (volgens Memorial) in de Norillag. Hieronder bevonden zich ook bytoviki (niet-politieke criminelen), kleine criminelen (waarvan velen onschuldig vastzaten) en zware criminelen. Inclusief de gevangenen van de Gorlag (mijnbouwafdeling van de Goelag) bedroeg het aantal politiek gevangenen maximaal 300.000 personen.

## Nagedachtenis
Sinds 1988 is er een speciale overheidscommissie in Norilsk voor de herdenking van de slachtoffers van de Norillag. In 1990 werd er een houten kruis opgericht op de heuvel Sjmidt, het hoogste punt van de stad, ter nagedachtenis aan de slachtoffers en kort daarna werd een Russisch-orthodoxe kapel ingewijd op deze plek. In 2001 werd een belfort met drie bellen geplaatst op de heuvel.